# Atletismo nos Jogos Pan-Americanos de 2003 - 200 m feminino
A prova dos dos 200 m rasos feminino nos Jogos Pan-Americanos de 2003 foi realizada em 8 de agosto de 2003, com as eliminatórias realizadas no dia anterior. Cydonie Mothersille ganhou a única medalha de prata de Ilhas Cayman nos jogos.

## Calendário
| Data        | Fase          |
| ----------- | ------------- |
| 7 de agosto | Eliminatórias |
| 8 de agosto | Final         |

## Medalhistas
| Ouro   | CUB Roxana Díaz         |
| Prata  | CAY Cydonie Mothersille |
| Bronze | USA Allyson Felix       |

## Recordes
Recordes mundial e pan-americano antes da disputa dos Jogos Pan-Americanos de 2003.
| Tipo                             | Atleta                   | Tempo | Local    | Data                   |
| -------------------------------- | ------------------------ | ----- | -------- | ---------------------- |
|                                  | Florence Griffith-Joyner | 21.34 | Seul     | 29 de setembro de 1988 |
| Recorde dos Jogos Pan-Americanos | Evelyn Ashford           | 22.45 | San Juan | 9 de julho de 1979     |

## Resultados
| Posição | Atleta                  | Eliminatórias | Eliminatórias | Final |
| Posição | Atleta                  | Tempo         | Posição       | Tempo |
| ------- | ----------------------- | ------------- | ------------- | ----- |
| 1       | CUB Roxana Díaz         | 22.78         | 1             | 22.69 |
| 2       | CAY Cydonie Mothersille | 22.89         | 2             | 22.86 |
| 3       | USA Allyson Felix       | 22.92         | 3             | 22.93 |
| 4       | COL Digna Luz Murillo   | 23.36         | 7             | 23.26 |
| 5       | USA Crystal Cox         | 23.30         | 5             | 23.36 |
| 6       | JAM Danielle Browning   | 23.21         | 4             | 23.46 |
| 7       | COL Norma González      | 23.34         | 6             | 23.47 |
| 8       | JAM Judyth Kitson       | 23.83         | 8             | 23.80 |
|         |                         |               |               |       |
| 9       | BAH Shandria Brown      | 23.83         | 9             |       |
| 10      | SKN Virgil Hodge        | 23.85         | 10            |       |
| 11      | MEX Liliana Allen       | 23.90         | 11            |       |
| 12      | TRI Fana Ashby          | 23.97         | 12            |       |
| 13      | ISV Valma Bass          | 24.29         | 13            |       |
| 14      | TRI Keenan Gibson       | 24.45         | 14            |       |
| 15      | HAI Danielle St Leger   | 26.55         | 15            |       |